# Бобриця (Бучанський район)
Бо́бриця — село в Україні, у Бучанському районі (до територіальної реформи - у Києво-Святошинському районі) Київської області. Одне із 10 сіл Білогородської сільської територіальної громади. Площа — 766 га. Населення становить 740 осіб, фактично проживає близько 3 тис. Кількість дворів — 428. Орган місцевого самоврядування до 12 червня 2020 року  — Бобрицька сільська рада. День села (храмове свято) — 01 жовтня.

## Географія
Село Бобриця розлягло́ся поблизу місця впадіння річки Бобриці в річку Ірпінь, приблизно за 1 кілометр від села Білогородка. Майже вся Бобриця оточена лісами.

## Об'єкти соціальної сфери
Освіта — початкова школа 1 ступеня.
Медичні заклади — фельдшерсько-акушерський пункт.
Духовність — храм Покрови Пресвятої Богородиці.
Заклади культури — Будинок культури, музей, бібліотека.

## Історія
Походження назви походить від бобрі́в, адже у річках поблизу були дуже великі їх популяції. Одна з річок також називалася Бобриця (давніша назва річки — Св'ятець).
Перші відомості про село Бобриця датуються Х-ХІ століттям. Тоді тут проживали поляни і ці землі були частиною Київської Русі. Саме тут, уздовж річок Віта та Бобриця, проходила найвідоміша та найзагадковіша лінія оборони київської землі — Змієві вали. Частина одного з них досі збереглася поблизу села. Історики припускають, що вали були побудовані ще у V ст. до н. е. для захисту цілої низки поселень-городищ.
Офіційною датою заснування села як адміністративної одиниці «слобода Бобриця» вважають 1648 рік. Основу його мешканців складали утікачі з Речі Посполитої, а також козацько-гайдамацькі загони — опришки. Тоді ці землі належали Київському Золотоверхому Михайлівському монастиреві, що підтверджено універсалом гетьмана Івана Мазепи 20 серпня 1699 року.
Пращури бобричан не знали панщини, адже в ті часи Приірпіння було краєм вільних козаків. Над Ірпенем сформувалися Білогородська, Боярська, Мотовилівська, Борщагівська, Гостомельська, Макарівська, Привальска та Ясногородська козацькі сотні.
У 1886 році в Бобриці з'явилася перша церковно-парафіяльна школа, що стало можливим завдяки Забірській парафії та старанням настоятеля із села Забір'я — священика Сергія Чулаєвського. Миряни з ентузіазмом взялися забезпечувати школу всім необхідним, у ній уже навчалося 34 хлопчики та одна дівчинка.
Бобрицька сільська управа була виборною і вирішувала питання утримання доріг, навчання, земельні питання та забезпечення війська.
Бойовий козацький дух завжди був притаманний жителям Бобриці. В архівах села збереглися відомості про мешканців, які брали участь у  російсько-японській та першій світовій війнах. Всі, хто повертався з війни, отримували від сільської управи землю, кошти на заведення господарства та інші пільги. Хутір Ковбасин поблизу Бобриці був повністю заселений учасниками бойових дій у Карпатах. Під час Другої світової війни у 1942-му році мешканець села Нечипір Тищенко  врятував його від розстрілу.
У Бобриці мешкали поет Петро Король, Лідія Лабунець — двократна олімпійська чемпіонка, багаторазова чемпіонка України та багатьох міжнародних турнірів, міжнародний  майстер спорту зі спортивної гімнастики.
Детальніше про історію села ви зможете дізнатися, відвідавши музей етносу та історії села Бобриця. Також у музеї можна придбати книжки Миколи Ковальчука: «Безсмертна частка України — маленька Бобриця моя» та «Роде мій красний», — обидві про історію Бобриці.

### Музей етносу та історії с. Бобриця
Музей етносу та історії с. Бобриця був відкритий у 2010 році. Уся експозиція музею зібрана та організована Ковальчуком Миколою Андрійовичем — колишнім завідувачем музею. Дякуючи Державним архівам Київської області та Історичному архіву історії України він дослідив історію родів рідного села, розпочинаючи з 1750 року. Саме він створив родове дерево села, всіх його родів, починаючи з перших поселенців-козаків: Потапенків, Ігнатенків та Яковенків (з 1648 року), доби Великого Богдана. Робота ця продовжується і нині. Нині Музей очолює Лілія Урманова.
Експозиція музею налічує 5500 світлин з історії Бобриці, Білогородки, Забір'я, Жорнівки, Будаївки, Луки — історію цих сіл неможливо розірвати, настільки вони пов'язані віковими зв'язками розвитку родів. У експозиції музею 25 народних строїв Українського Подніпров'я, близько сотні вишиванок та рушників, предмети побуту, військові реліквії, відомості про тих, хто творив ратну славу рідного краю, розпочинаючи з давніх-давен. Уся експозиція займає 5 кімнат.
Музей працює у суботу та неділю з 9:00 до 14:00.

### Минувшина
Існує легенда, згідно з якою під час Другої світової війни «німці не дійшли» до хутора Ковбасин, що лежить на дорозі від Бобриці до села Забір'я, оскільки ліси навколо були непрохідними.
До 2005 року в Бобриці існував підрозділ київського іподрому, який за радянських часів займався заготівлею сіна та утриманням молодняка.

## Культура
У селі Бобриця відкрита садиба-галерея сучасного українського художника Володимира Слєпченка, народного художника України, члена Національної спілки художників України, професора, академіка. 
У центрі села знаходиться Парк сучасної скульптури, - це елемент smART village BOBRITSYA [Архівовано 21 грудня 2021 у Wayback Machine.]. 
Традиційно у липні-серпні у селі Бобриця Бучанського району Київської області проходить щорічний міжнародний фестиваль кіно Bobritsa Film Festival. Це подія, яка поєднує в собі перегляд фільмів під відкритим небом, зустрічі та майстер-класи за участі митців кіногалузі, а також відпочинок на природі зі смачною їжею та іншими розвагами. 
Bobritsa Film Festival було започатковано в 2018 році громадою села Бобриця за участю Бобрицького сільського благодійного фонду “Розвиток та благоустрій”, Бобрицької сільської ради та представників громади. Фестиваль зареєстровано в міжнародній системі Filmfreeway.  Bobritsa Film Festival має на меті підтримання та розвиток інтересу громадян до сучасного українського та світового кінематографу, створення культурного простору на рівні місцевих громад.
Переможці отримують статуетки Бобра ручної роботи (жодна з них не повторюється) та грошові винагороди. Вхід на всі події фестивалю вільний. Детально про фестиваль за посиланнями:
http://bobrytsya.kiev.ua/bobrickiy-kinofestival-20 [Архівовано 12 квітня 2022 у Wayback Machine.]
https://moemisto.ua/kiev/bobritsa-film-festival---kinofestival-prosto-neba-242546.html [Архівовано 24 липня 2021 у Wayback Machine.]
https://vlasnasprava.ua/mizhnarodnyj-kinofestyval-bobritsa-film-festival-2021-oholosyv-sklad-zhuri/ [Архівовано 17 червня 2021 у Wayback Machine.]
https://day.kyiv.ua/uk/article/kultura/bobrycya-kazkove-selo [Архівовано 24 липня 2021 у Wayback Machine.]
https://www.facebook.com/events/323371569130407

## Туристичні та інші об'єкти
Святопокровський Храм  Православної церкви України
Парк сучасної скульптури
Каскад ставків на річці Бобриця.
Бобрицький ярмарок
Приірпіння, регіональний ландшафтний парк
Урочище Ярове, пам'ятка природи ботанічна
Вікова сосна, пам'ятка природи ботанічна по вул. Заозерна біля земельної ділянки 44

## Галерея

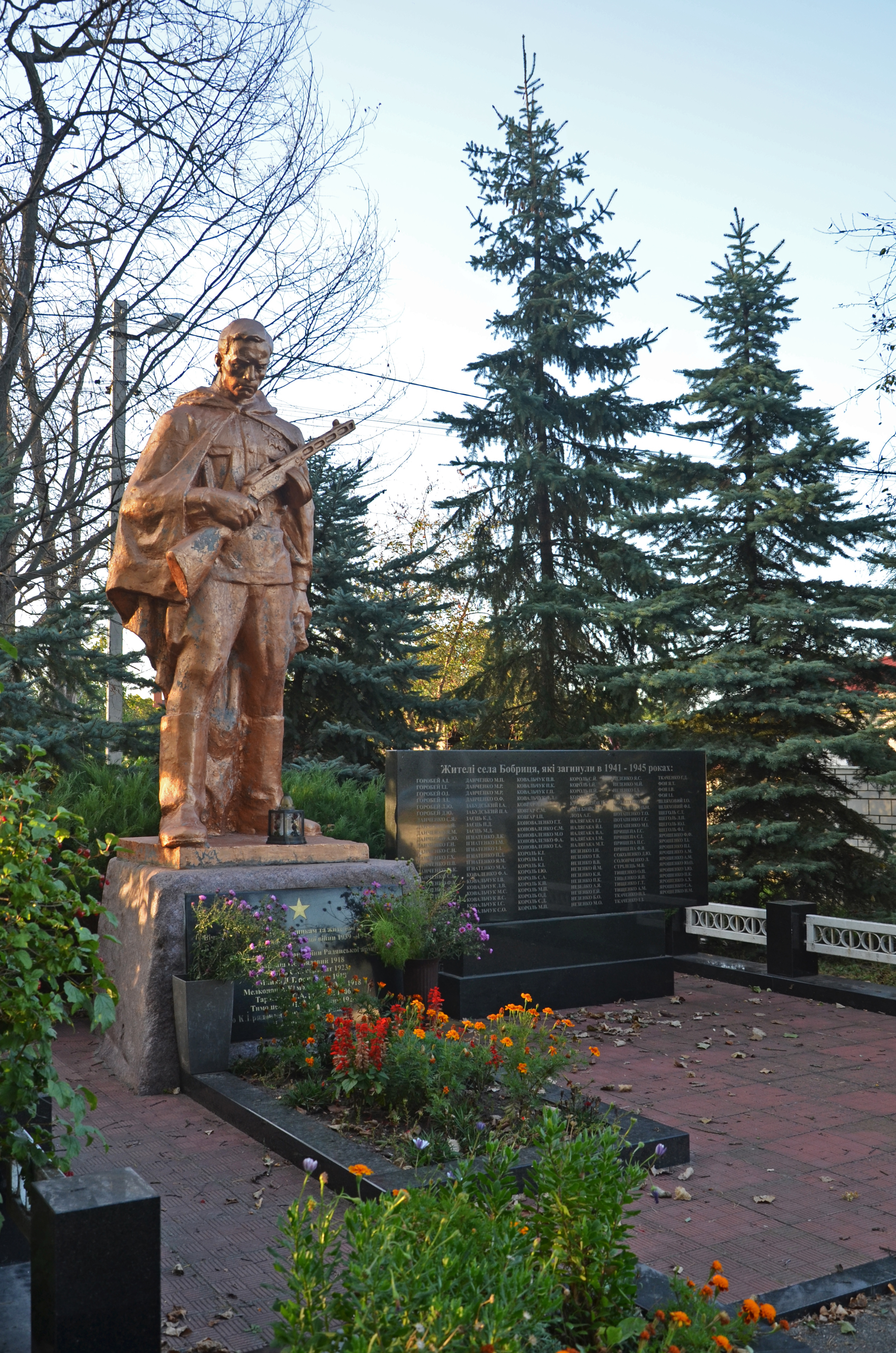
Братська могила воїнів Радянської Армії, село Бобриця
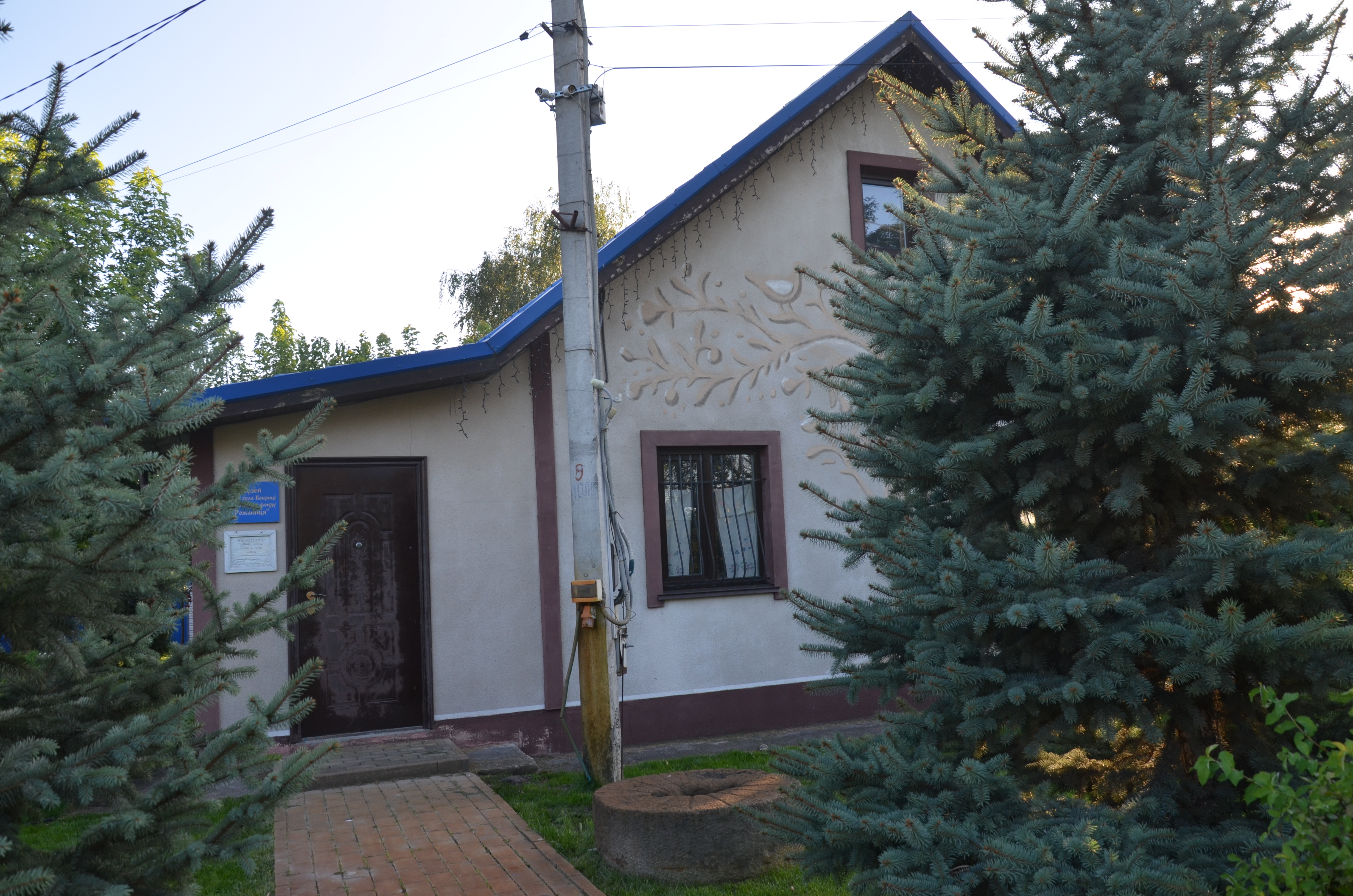
Музей етносу та історії с. Бобриця
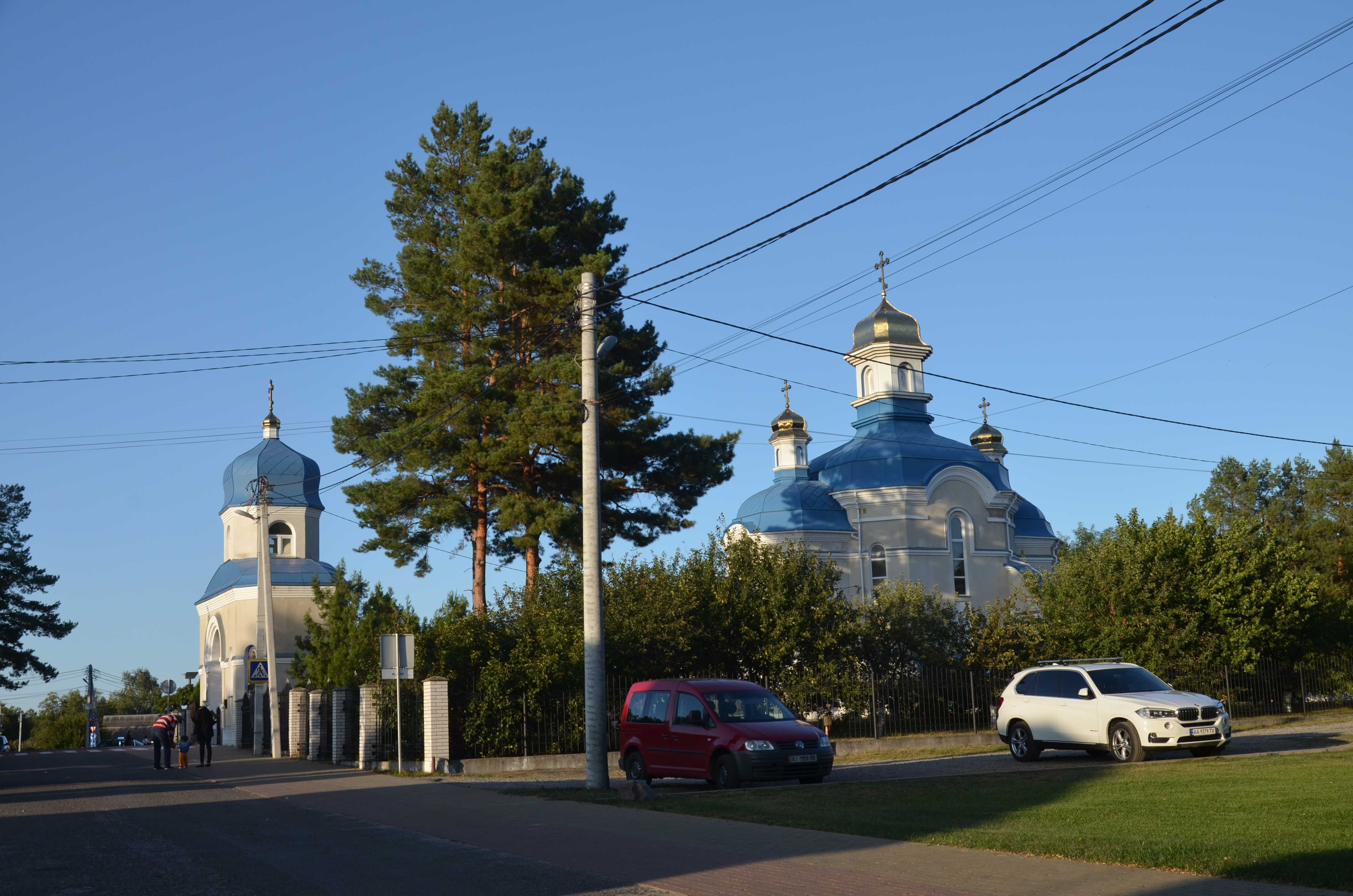
Церква, Бобриця
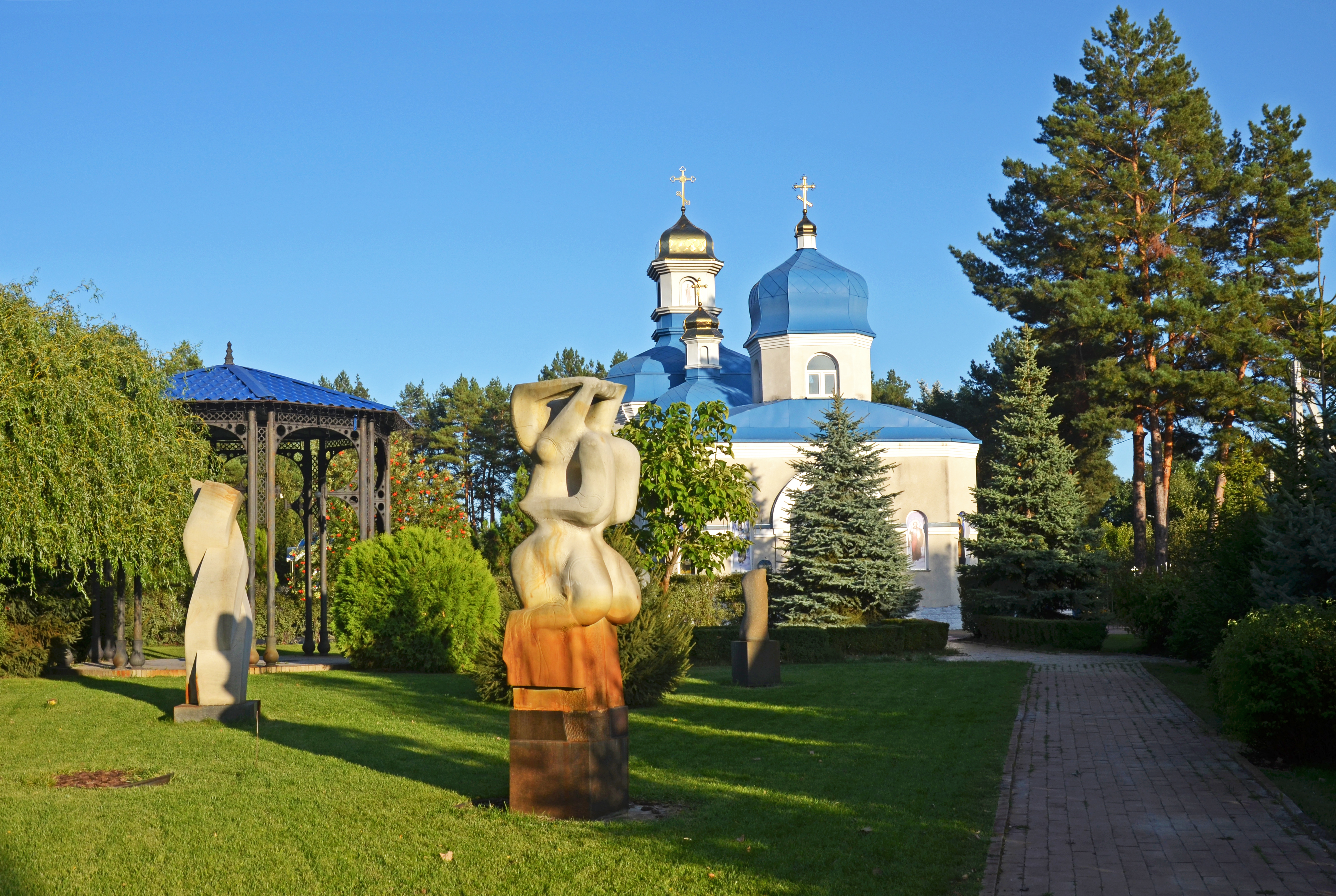
Парк сучасної скульптури, Бобриця
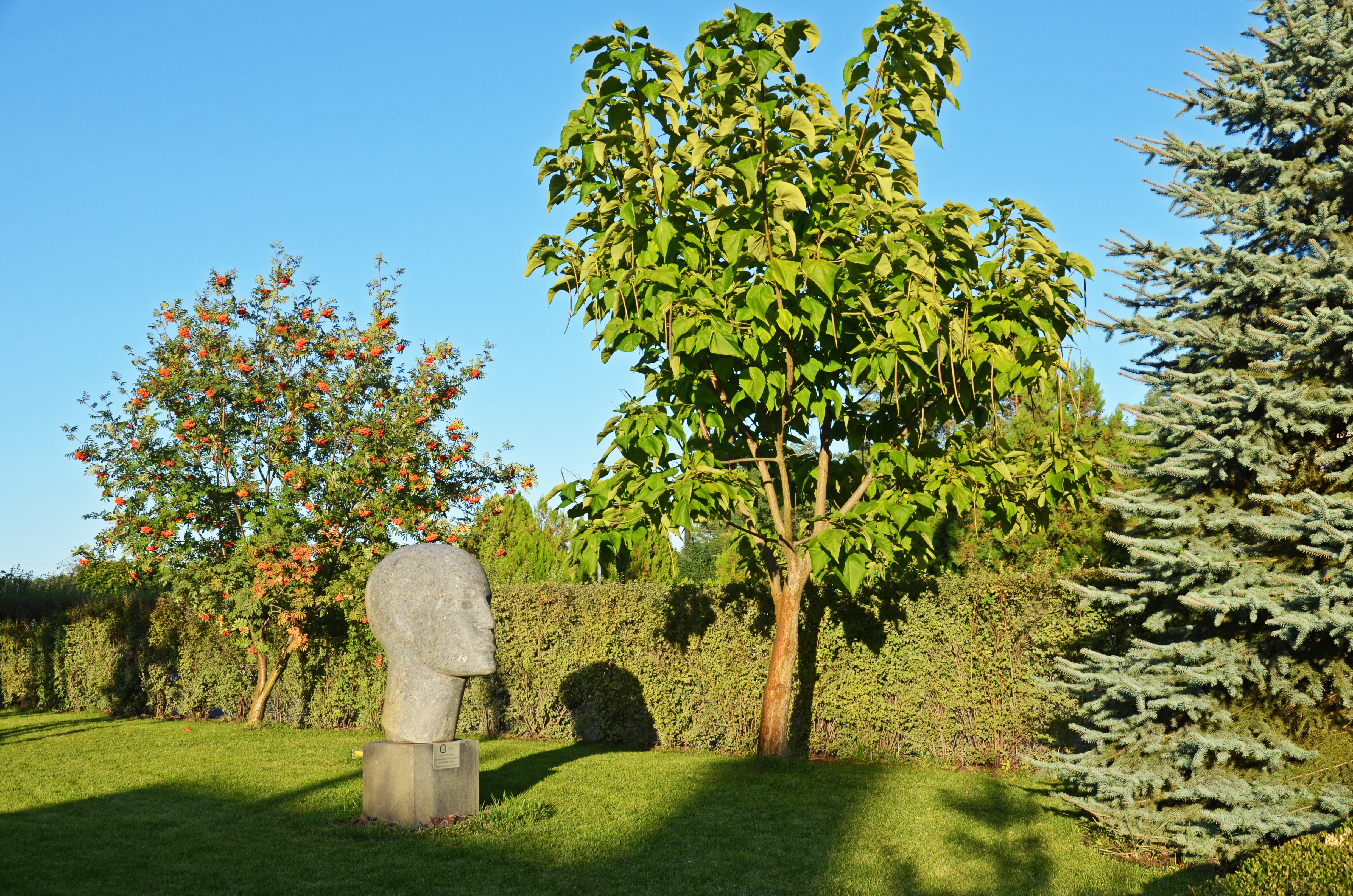
Парк сучасної скульптури, Бобриця
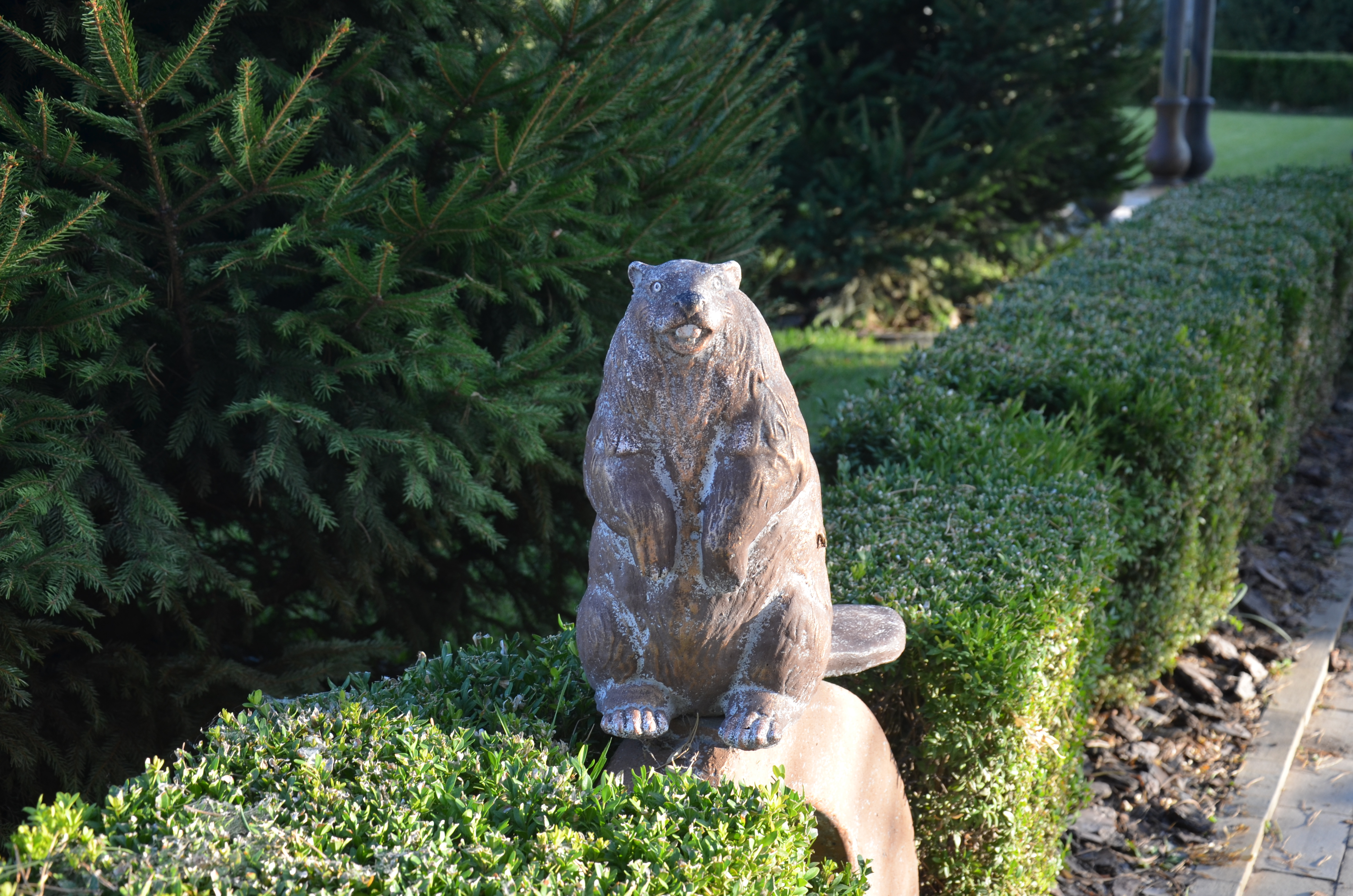
Парк сучасної скульптури, Бобриця
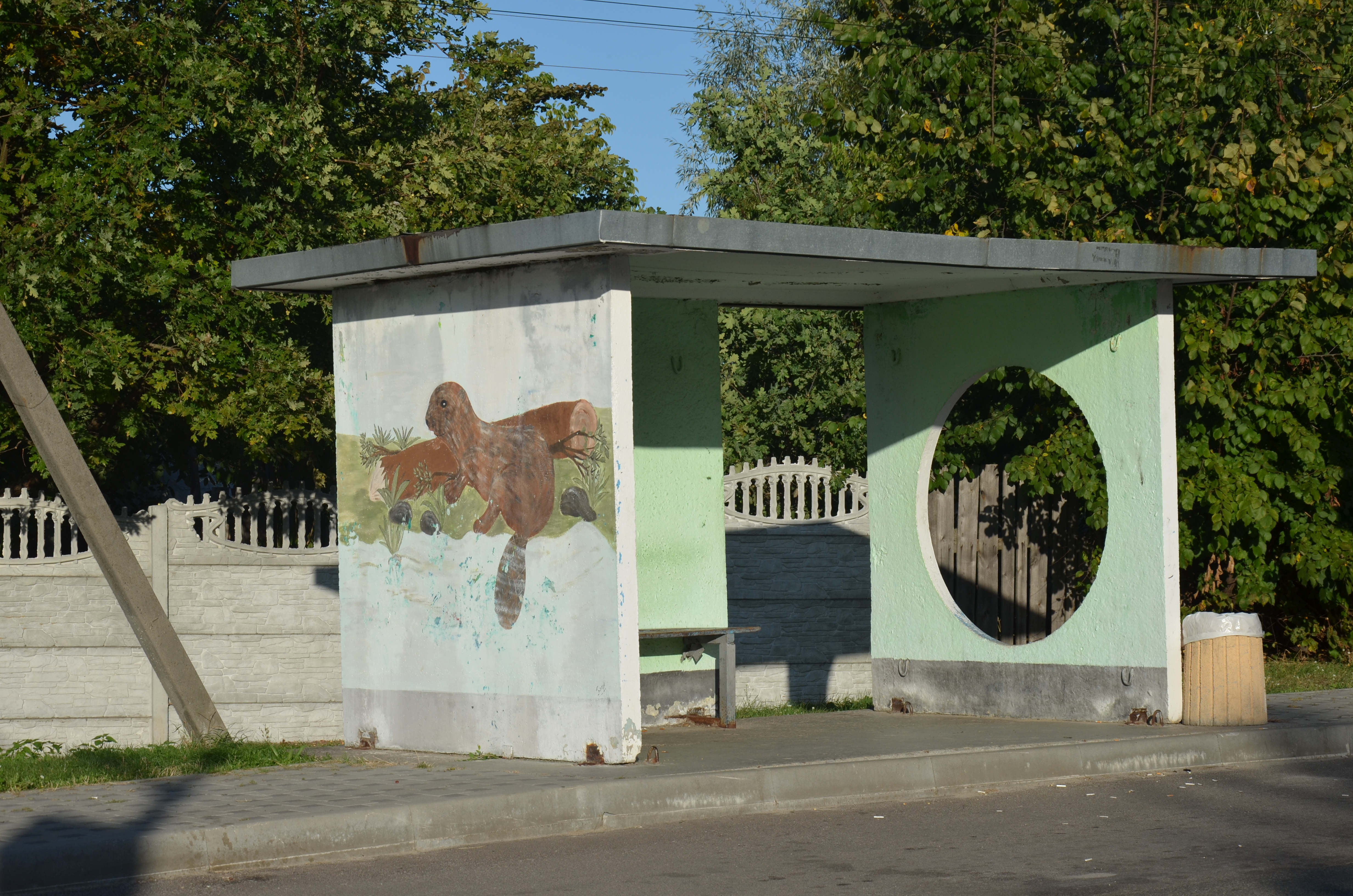
Зупинка, Бобриця
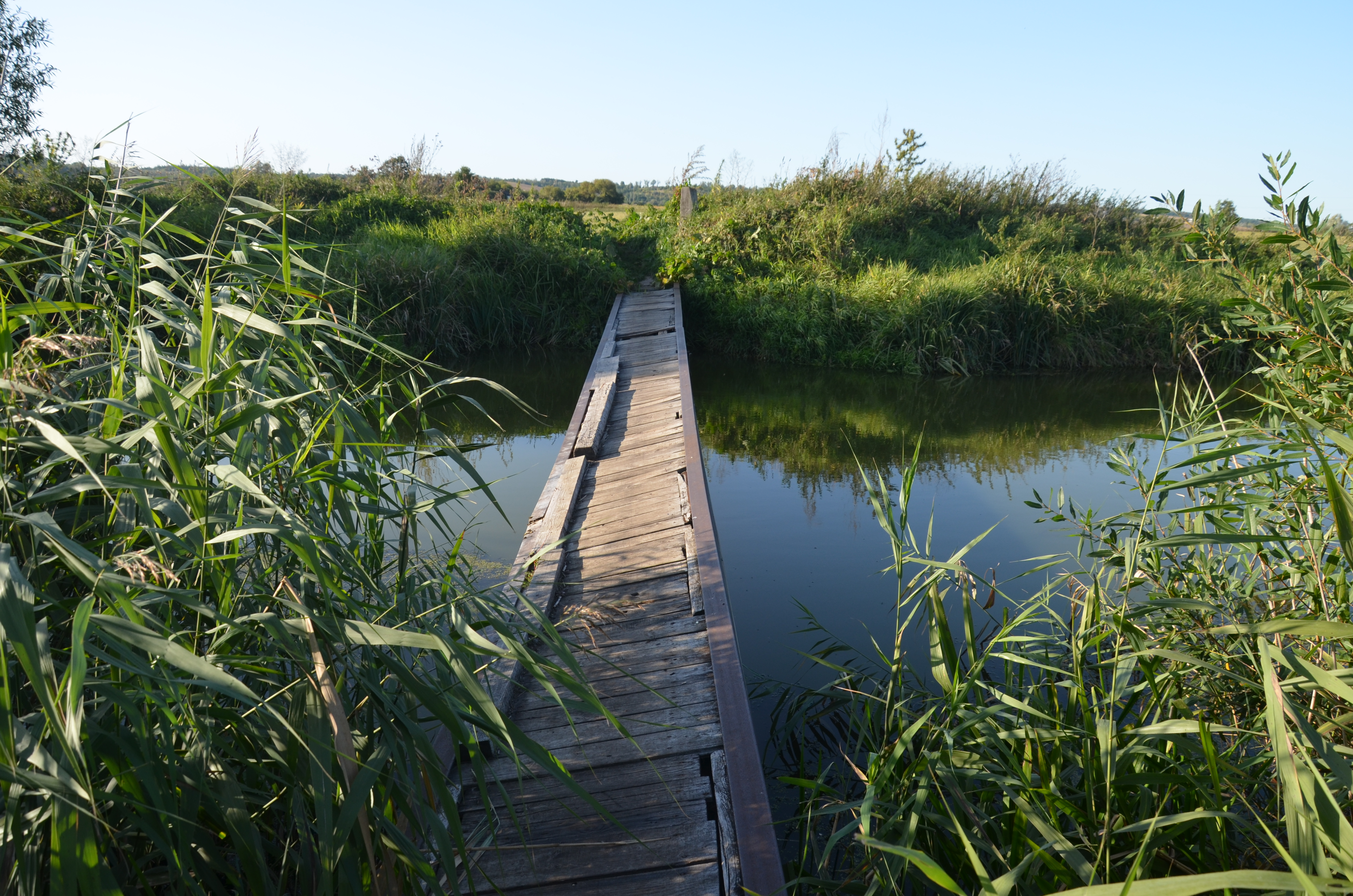
Місток через річку Ірпінь, Бобриця
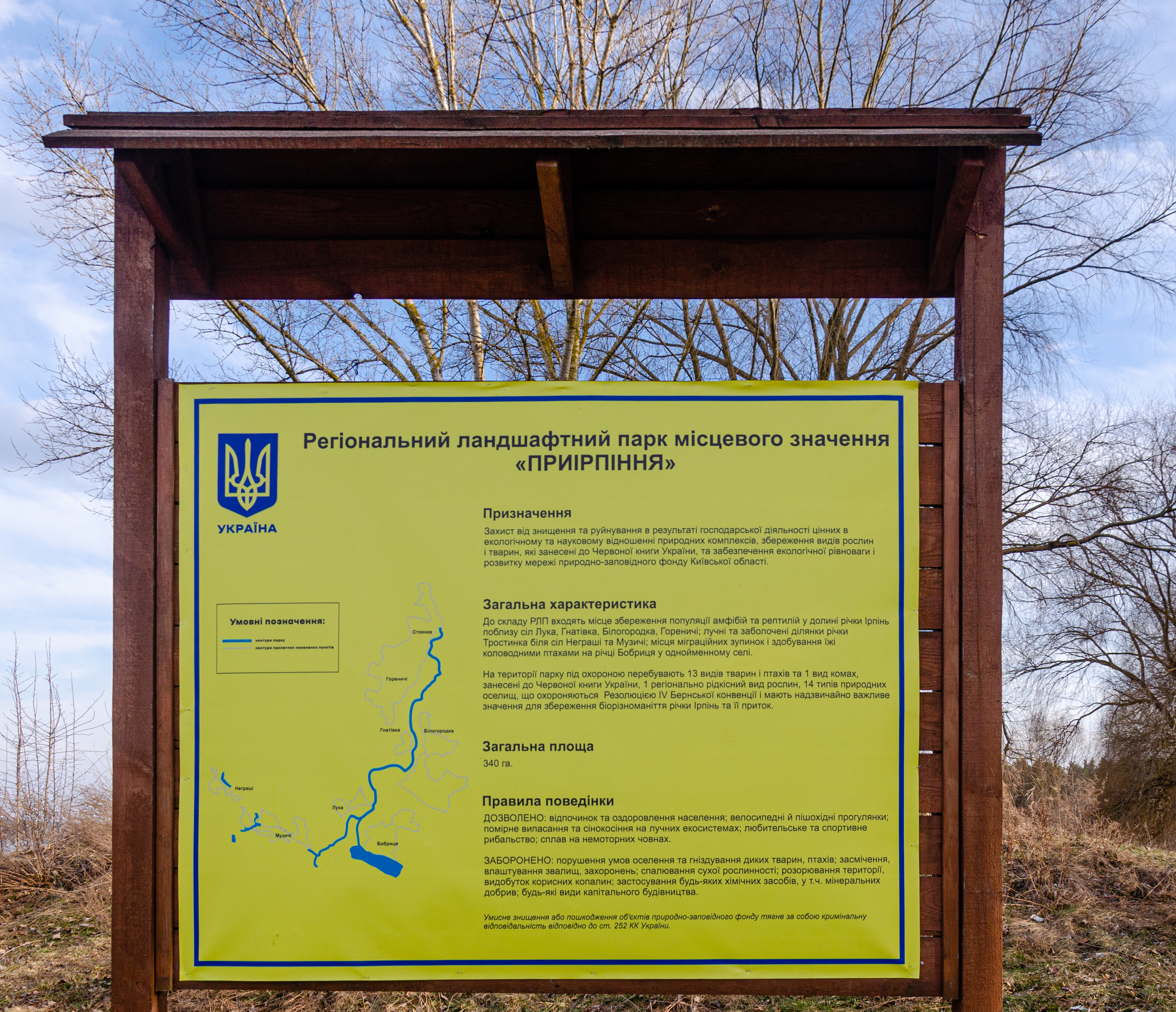
Приірпіння, регіональний ландшафтний парк, інформаційний стенд
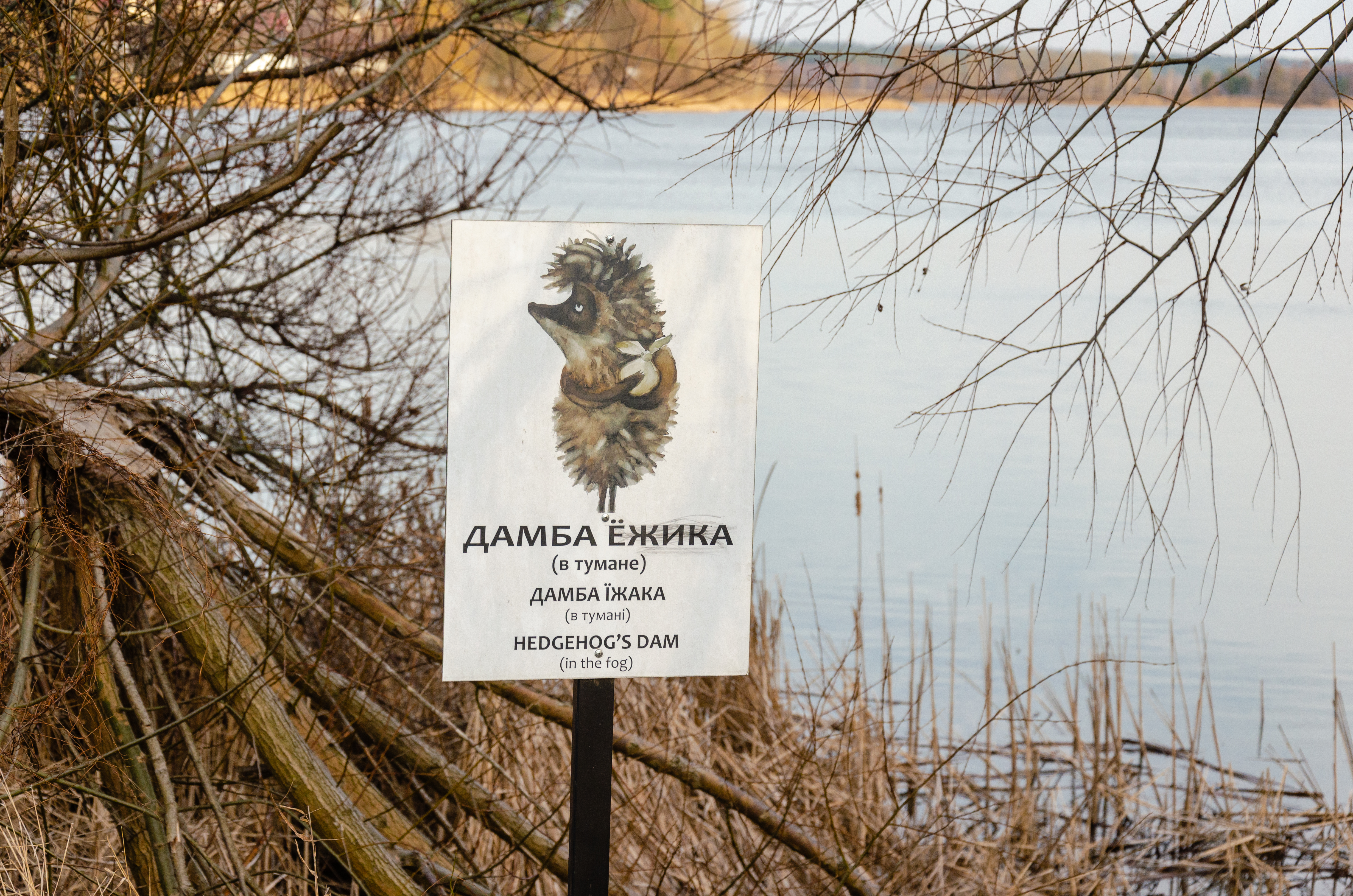
Дамба на ставку в с. Бобриця
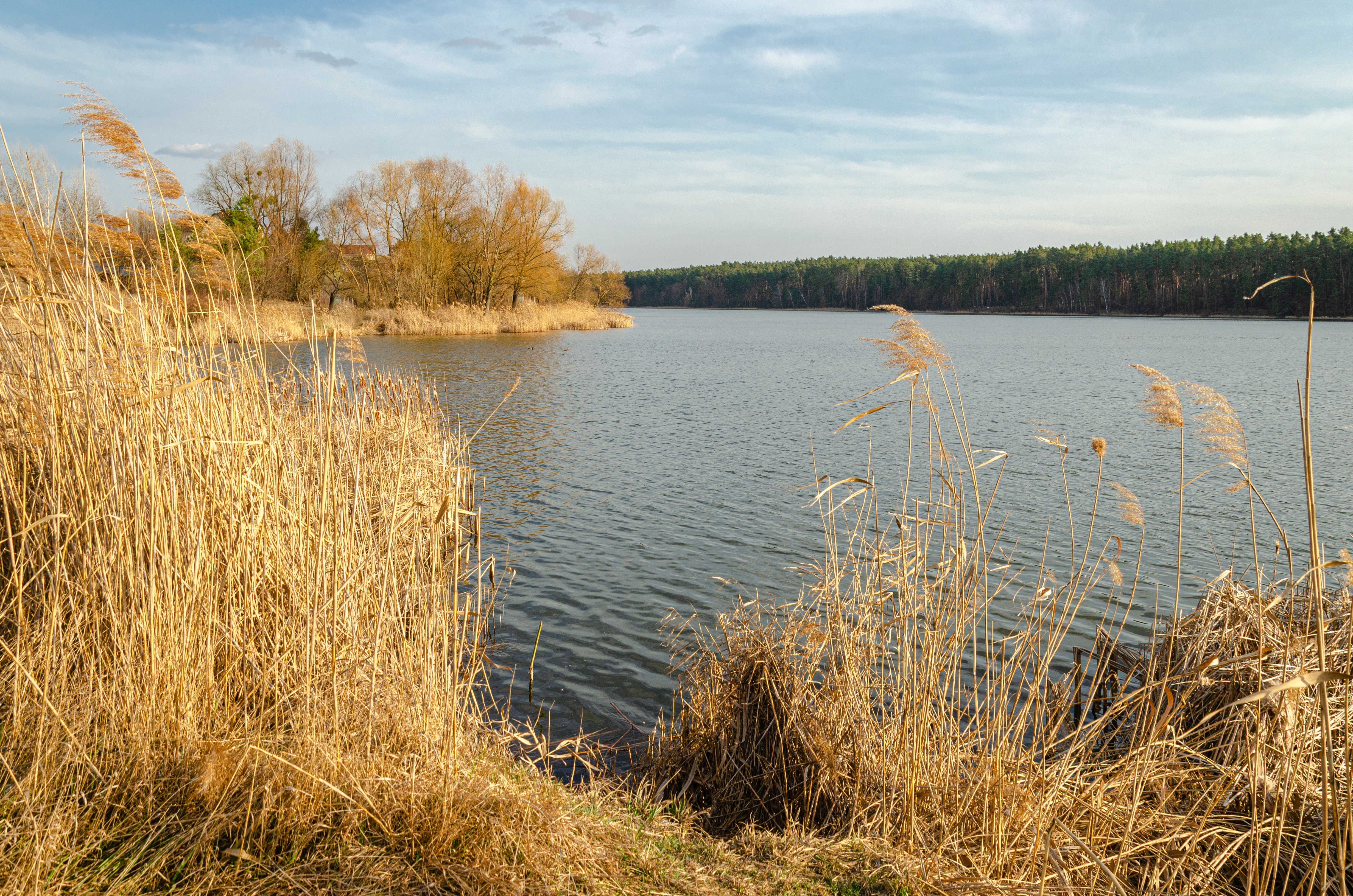
Приірпіння, ставок в с. Бобриця.jpg
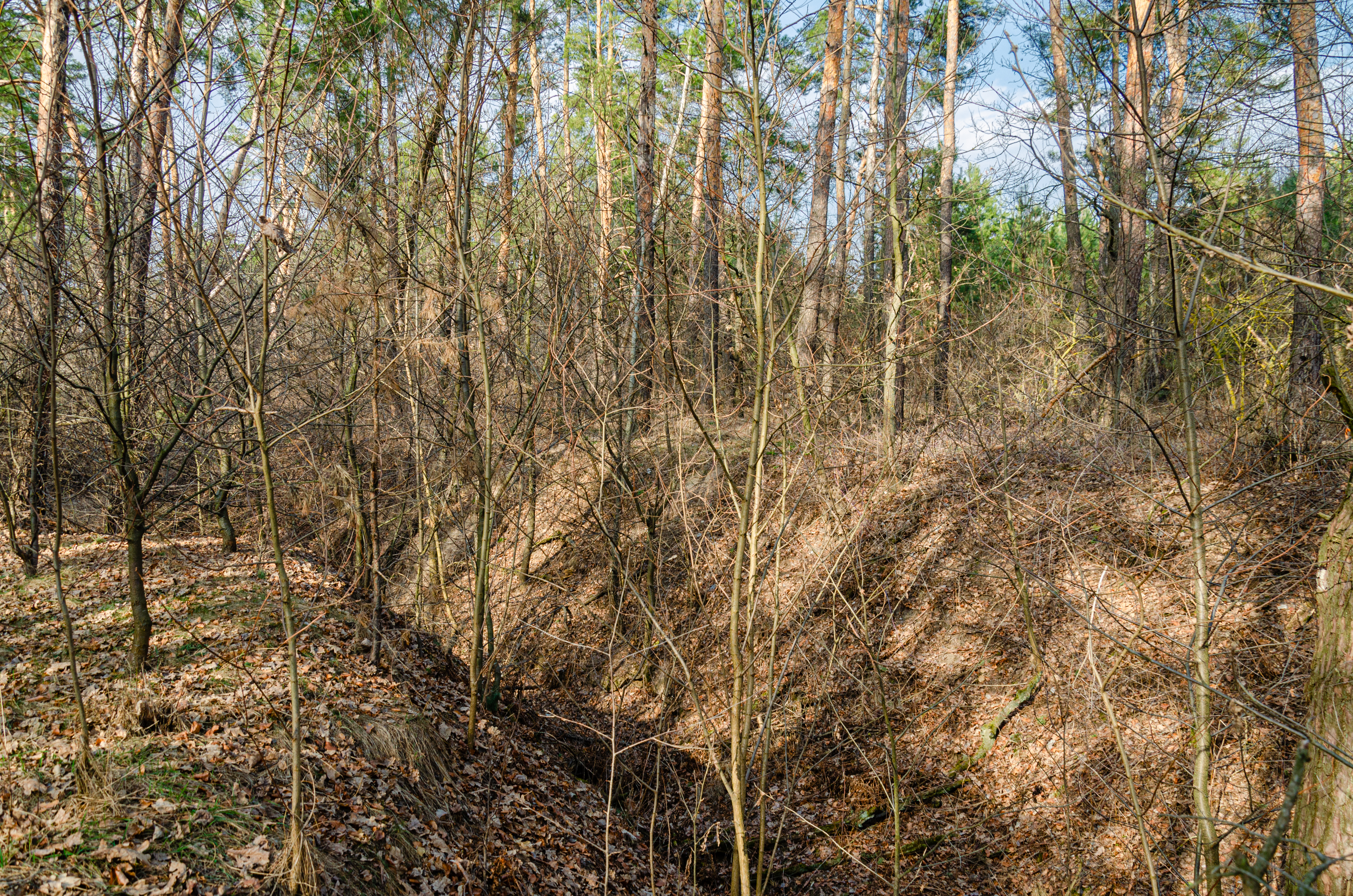
Урочище Ярове, пам'ятка природи ботанічна, в межах села Бобриця